# Veronica Fontana
Veronica Fontana (1651 Parma – 1690 Bologna) byla italská umělkyně, rytkyně.

## Životopis
Byla dcerou rytce Domenica Maria Fontany. Pocházela z Parmy. Většina její kariéry je spojena s Bolognou. Inspirovala se příkladem rytečky Teresy Marie Coriolano, také z Bologny. V kariéře umělkyně ji povzbuzovala Elisabetta Sirani Řemeslu se učila také u svého otce. Fontana ovládala řezbářství, rozuměla šerosvitu a její práce byla dobře přijímána. Vytvářela portréty, knižní ilustrace i jednotlivé grafické listy.